# كمال مونتينو
كمال مونتينو (بالبوسنوية: Kemal Monteno)‏ هو مغني وكاتب أغاني وموسيقي بوسني ولد في يوم 17 سبتمبر 1948 في سراييفو لأب إيطالي وأم بوسنية. بدأ الغناء في سنة 1960. اشتهر بأغنية Lidija في سنة 1967 والتي اشتهرت في كل يوغوسلافيا. أنتج 16 ألبوم. توفي في يوم 21 يناير 2015 في زغرب لأصابته بذات الرئة والإنتان.